# Абдуллазиз аль-Давсари
Абдуллазиз аль-Давсари (араб. عبد العزيز الدوسري‎; род. 11 октября 1988, Эд-Даммам) — саудовский футболист, полузащитник. Выступал за сборную Саудовской Аравии.

## Клубная карьера
Абдуллазиз аль-Давсари начинал свою карьеру футболиста в саудовском клубе «Аль-Хиляль» из Эр-Рияда в 2007 году. 14 марта 2010 года он забил свой первый гол в рамках саудовской Про-лиги, сравняв счёт в дерби с «Аш-Шабабом». За «Аль-Хиляль» Абдуллазиз аль-Давсари выступал до окончания сезона 2015/16.

## Карьера в сборной
21 мая 2010 года Абдуллазиз аль-Давсари дебютировал в составе сборной Саудовской Аравии в товарищеской игре против команды ДР Конго, выйдя на замену в конце встречи. Он также играл за национальную сборную в матчах Кубка наций Персидского залива 2010 и отборочного турнира чемпионата мира 2014. На Кубке Азии 2011 в Катаре Абдуллазиз аль-Давсари появился на поле лишь в одном матче, выйдя на замену в самой концовке поединка против Иордании.

## Достижения
«Аль-Хиляль»
- Чемпион Саудовской Аравии (3): 2007/08, 2009/10, 2010/11
- Обладатель Кубка короля Саудовской Аравии (1): 2015
- Обладатель Кубка наследного принца Саудовской Аравии (7): 2007/08, 2008/09, 2009/10, 2010/11, 2011/12, 2012/13, 2015/16
- Обладатель Суперкубка Саудовской Аравии (1): 2015